# Anelaphus pilosus
Anelaphus pilosus es una especie de escarabajo longicornio del género Anelaphus, categorizada en la tribu Elaphidiini, de la subfamilia Cerambycinae. Fue descrita por Chemsak & Noguera en 2003.

## Descripción
Mide 13,2-13,6 mm de longitud.

## Distribución
Se distribuye por Guatemala, Honduras y Nicaragua.